# Hòn Tre (Khánh Hòa)

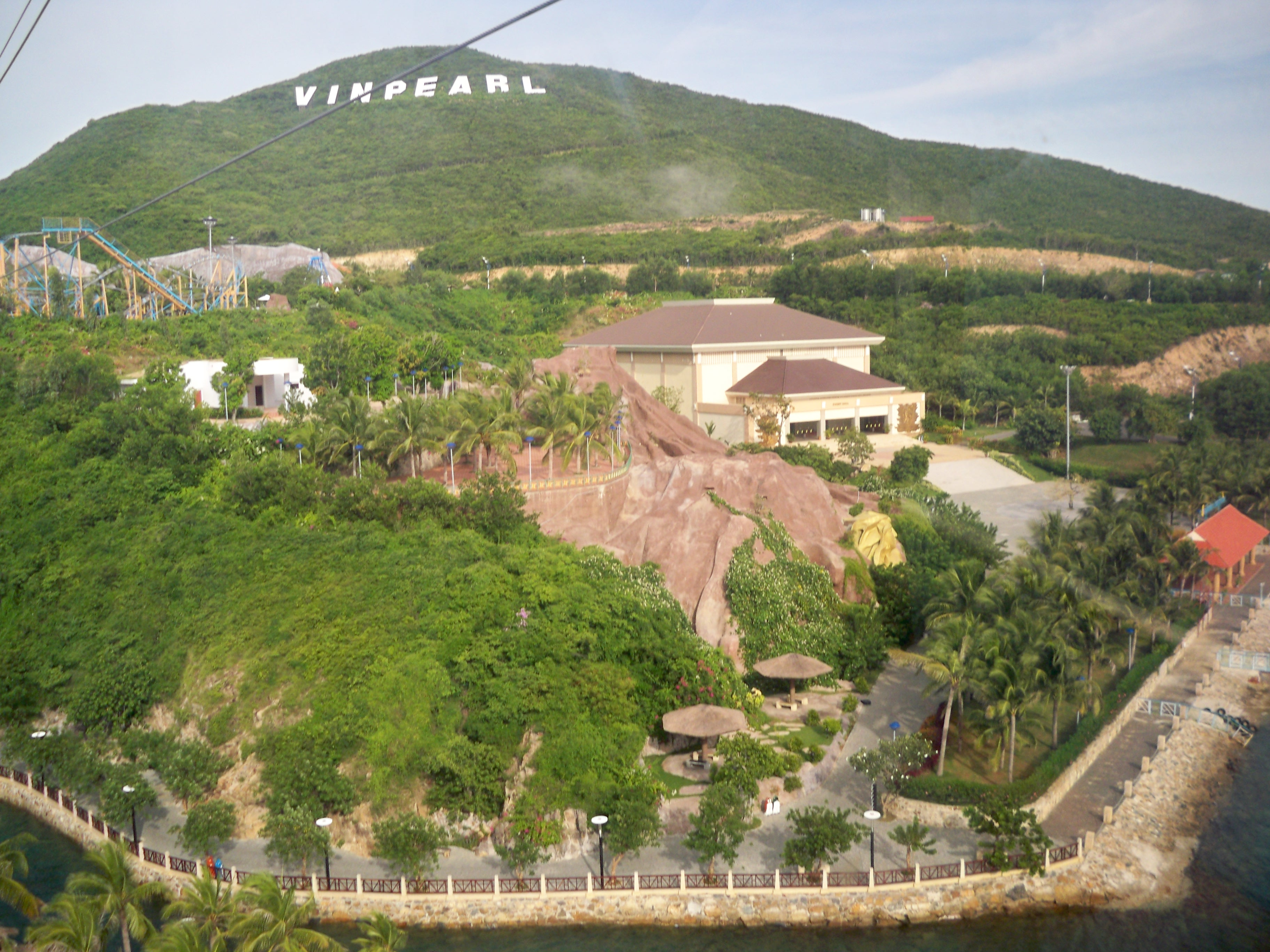
Đảo Hòn Tre nhìn từ cáp treo

Đảo Hòn Tre là đảo lớn nhất nằm trong vịnh Nha Trang. Đảo có diện tích trên 32,50 km², cách thành phố Nha Trang 5 km về phía Đông và cách cảng Cầu Đá 3,5 km, cư dân chủ yếu là khách du lịch và ngư dân. Theo ước tính dân số thường trú trên đảo khoảng trên 1.500 người tập trung ở 2 thôn lớn là Bích Đầm và Vũng Ngán . Đảo có những bãi biển nhỏ, hoang sơ, thảm thực vật gồm rừng cây nhỏ.

## Dự án
Dự án Đảo Hòn Tre chia làm 2 khu chính:
- Khu Vũng Me - Bãi Trũ - Đầm Già - Bãi Rạn

Bao gồm các 07 dự án hiện có: Khu du lịch Con sẻ tre, Vinpearl resort & spa, Khu du lịch sinh thái và Thế giới nước Vinpearl, Công viên văn hóa Vinpearl, Công viên văn hóa Hòn Tre, Khu du lịch sinh thái Bãi Sỏi, Khu biệt thự và sân gôn Vinpearl và 01 dự án đề xuất.
Khu resort cao cấp Bãi Rạn. Ý đồ quy hoạch hướng tới một quần thể các dự án du lịch cao cấp trên cơ sở mô hình kinh doanh rất thành công của Vinpearl resort & spa. Giao thông đối ngoại của phân khu chủ yếu thông qua 02 cảng du lịch tại Vũng Me và tuyến cáp treo Vinpearl.
Hiện trên đảo có khu du lịch Vinpearl Land Hòn Ngọc Việt và Con Sẻ Tre. Vinpearl là một dự án quy mô gồm khách sạn, resort, công viên giải trí và khu mua sắm. Các dự án đang được triển khai như sân gôn, khu resort cao cấp Bãi Rạn, khu du lịch thế giới biển...

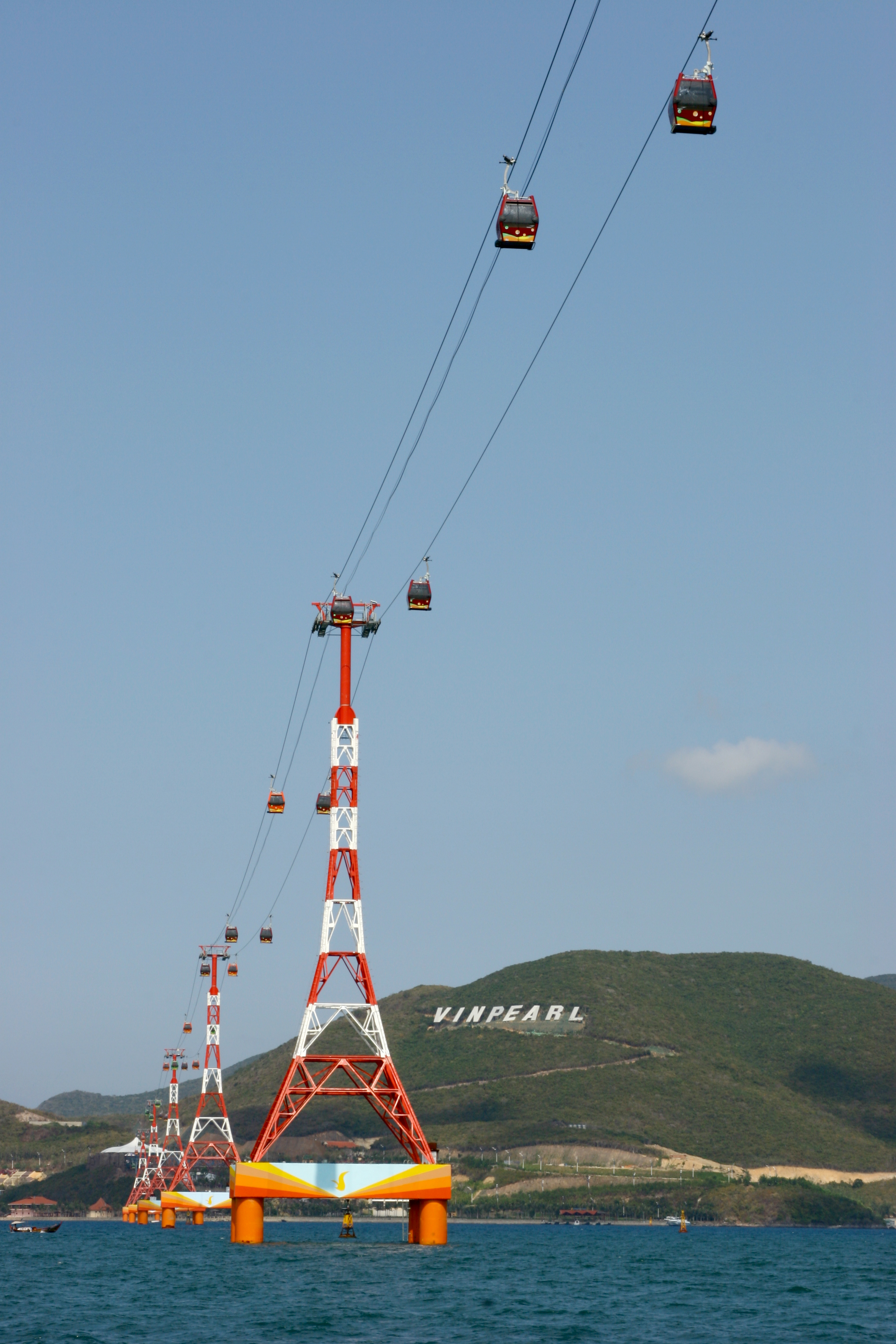
Cáp treo vượt biển qua Đảo Hòn Tre và khu Vinpearland

Một tuyến cáp treo vượt biển dài nhất thế giới được hoàn tất vào năm 2007 nối khu du lịch VinPearl với cảng Cầu Đá của Nha Trang.
- Khu Đầm Bấy

Dự án Đầm Bấy với hai dự án cơ bản chính là Khu du lịch thế giới biển và dự án Làng du lịch sinh thái Đầm Bấy. Đây sẽ là làng du lịch sinh thái với các khu nghỉ dưỡng và trung tâm văn hóa và thương mại. Dựa trên yếu tố du lịch sinh thái là chính và đặc biệt dựa án xây dựng làng du lịch sinh thái dựa trên sự phát triển từ nguồn dân cư chính hiện tại ở Bích Đầm và khu Đầm Bấy. Sự đóng góp tích cực của cư dân địa phương và dự án du lịch sinh thái một cách có tổ chức sẽ là một dự án thu hút sự đầu tư và du khách trong tương lai.